# Elvis Kotorri
Elvis Kotorri (Elbasan, 30 aprile 1979) è un ex calciatore albanese, di ruolo portiere.

## Carriera

### Club
Ha giocato per ben 13 stagioni con la squadra della sua città, l'Elbasani.

## Statistiche

### Presenze e reti nei club
Statistiche aggiornate al 16 maggio 2015.
| Stagione             | Squadra              | Campionato           | Campionato | Campionato | Coppe nazionali | Coppe nazionali | Coppe nazionali | Coppe continentali | Coppe continentali | Coppe continentali | Altre coppe | Altre coppe | Altre coppe | Totale | Totale   |
| Stagione             | Squadra              | Comp                 | Pres       | Reti       | Comp            | Pres            | Reti            | Comp               | Pres               | Reti               | Comp        | Pres        | Reti        | Pres   | Reti     |
| -------------------- | -------------------- | -------------------- | ---------- | ---------- | --------------- | --------------- | --------------- | ------------------ | ------------------ | ------------------ | ----------- | ----------- | ----------- | ------ | -------- |
| 1996-1997            | Elbasani             | KP                   | ?          | -?         | CA              | 0               | 0               | -                  | -                  | -                  | -           | -           | -           | 0+     | 0+       |
| 1997-1998            | Elbasani             | KP                   | ?          | -?         | CA              | 0               | 0               | -                  | -                  | -                  | -           | -           | -           | 0+     | 0+       |
| 1998-1999            | Elbasani             | KS                   | ?          | -?         | CA              | 0               | 0               | -                  | -                  | -                  | -           | -           | -           | 0+     | 0+       |
| 1999-2000            | Elbasani             | KS                   | ?          | -?         | CA              | 0               | 0               | -                  | -                  | -                  | -           | -           | -           | 0+     | 0+       |
| 2000-2001            | Elbasani             | KP                   | ?          | -?         | CA              | 0               | 0               | -                  | -                  | -                  | -           | -           | -           | 0+     | 0+       |
| 2001-2002            | Elbasani             | KP                   | ?          | -?         | CA              | 0               | 0               | -                  | -                  | -                  | -           | -           | -           | 0+     | 0+       |
| 2002-2003            | Elbasani             | KS                   | ?          | -?         | CA              | 0               | 0               | -                  | -                  | -                  | -           | -           | -           | 0+     | 0+       |
| 2003-gen. 2004       | Elbasani             | KS                   | ?          | -?         | CA              | 0               | 0               | -                  | -                  | -                  | -           | -           | -           | 0+     | 0+       |
| gen.-giu. 2004       | Shkumbini            | KS                   | ?          | -?         | CA              | 0               | 0               | -                  | -                  | -                  | -           | -           | -           | 0+     | 0+       |
| 2004-2005            | Elbasani             | KS                   | ?          | -?         | CA              | 0               | 0               | -                  | -                  | -                  | -           | -           | -           | 0+     | 0+       |
| 2005-2006            | Elbasani             | KS                   | 1          | -?         | CA              | 0               | 0               | CU                 | 2                  | -1                 | -           | -           | -           | 3+     | -1+      |
| 2006-2007            | Elbasani             | KS                   | 27         | -?         | CA              | 0               | 0               | UCL                | 2                  | -3                 | SA          | 1           | -2          | 30+    | -5+      |
| 2007-2008            | Dinamo Tirana        | KS                   | 33         | -?         | CA              | 0               | 0               | -                  | -                  | -                  | -           | -           | -           | 33+    | 0+       |
| 2008-2009            | Dinamo Tirana        | KS                   | 30         | -?         | CA              | 4               | -?              | UCL                | 1                  | -2                 | SA          | 1           | 0           | 36+    | -2+      |
| 2009-2010            | Dinamo Tirana        | KS                   | 29         | -34        | CA              | 3               | -?              | UEL                | 2                  | -4                 | -           | -           | -           | 34+    | -38+     |
| lug.-dic. 2010       | Shkumbini            | KS                   | 16         | -23        | CA              | 0               | 0               | -                  | -                  | -                  | -           | -           | -           | 16     | -23      |
| dic. 2010-giu. 2011  | Besa Kavajë          | KS                   | 17         | -22        | CA              | 4               | -5              | -                  | -                  | -                  | -           | -           | -           | 21     | -27      |
| 2011-2012            | Shkumbini            | KS                   | 25         | -41        | CA              | 1               | -1              | -                  | -                  | -                  | -           | -           | -           | 26     | -42      |
| 2012-2013            | Shkumbini            | KS                   | 17         | -21        | CA              | 5               | -7              | -                  | -                  | -                  | -           | -           | -           | 22     | -28      |
| Totale Shkumbini     | Totale Shkumbini     | Totale Shkumbini     | 58         | -85        |                 | 6               | -8              |                    |                    |                    |             |             |             | 64     | -93      |
| 2013-2014            | Elbasani             | KP                   | 27         | -24; 1     | CA              | 0               | 0               | -                  | -                  | -                  | -           | -           | -           | 27     | -24; 1   |
| 2014-gen. 2015       | Elbasani             | KS                   | 14         | -28        | CA              | 1               | -2              | -                  | -                  | -                  | -           | -           | -           | 15     | -30      |
| Totale Elbasani      | Totale Elbasani      | Totale Elbasani      | 69+        | -52+; 1    |                 | 1               | -2              |                    | 4                  | -4                 |             | 1           | -2          | 75+    | -60+; 1  |
| gen.-giu. 2015       | Dinamo Tirana        | KP                   | 15         | -14        | CA              | 0               | 0               | -                  | -                  | -                  | -           | -           | -           | 15     | -14      |
| Totale Dinamo Tirana | Totale Dinamo Tirana | Totale Dinamo Tirana | 107        | -48+       |                 | 7               | 0+              |                    | 3                  | -6                 |             | 1           | 0           | 118    | -54+     |
| Totale carriera      | Totale carriera      | Totale carriera      | 251+       | -207+; 1   |                 | 18              | -15+            |                    | 7                  | -10                |             | 2           | -2          | 278+   | -234+; 1 |

## Palmarès

### Club

#### Competizioni nazionali
- Campionato albanese: 3

Elbasani 2005-2006
Dinamo Tirana: 2007-2008, 2009-2010